# Піма (Аризона)
Піма (англ. Pima) — місто (англ. town) в США, в окрузі Грем штату Аризона. Населення — 2847 осіб (2020).

## Географія
Піма розташована за координатами 32°53′35″ пн. ш. 109°50′36″ зх. д. / 32.89306° пн. ш. 109.84333° зх. д. (32.893080, -109.843426). За даними Бюро перепису населення США в 2010 році місто мало площу 15,35 км², з яких 15,24 км² — суходіл та 0,12 км² — водойми. В 2017 році площа становила 19,05 км², з яких 18,93 км² — суходіл та 0,12 км² — водойми.

## Демографія
Згідно з переписом 2010 року, у місті мешкало 2387 осіб у 749 домогосподарствах у складі 623 родин. Густота населення становила 155 осіб/км². Було 870 помешкань (57/км²).
Расовий склад населення:
| - 87,4 % — білих - 0,6 % — корінних американців - 0,4 % — чорних або афроамериканців - 0,1 % — вихідців з тихоокеанських островів - 0,1 % — азіатів - 7,7 % — осіб інших рас |

До двох чи більше рас належало 3,6 %. Частка іспаномовних становила 20,9 % від усіх жителів.
За віковим діапазоном населення розподілялося таким чином: 34,8 % — особи молодші 18 років, 52,8 % — особи у віці 18—64 років, 12,4 % — особи у віці 65 років та старші. Медіана віку мешканця становила 30,4 року. На 100 осіб жіночої статі у місті припадало 101,9 чоловіків; на 100 жінок у віці від 18 років та старших — 95,4 чоловіків також старших 18 років.
Середній дохід на одне домашнє господарство становив 55 803 долари США (медіана — 47 277), а середній дохід на одну сім'ю — 61 376 доларів (медіана — 54 196). Медіана доходів становила 46 364 долари для чоловіків та 36 397 доларів для жінок. За межею бідності перебувало 22,5 % осіб, у тому числі 26,5 % дітей у віці до 18 років та 9,2 % осіб у віці 65 років та старших.
Цивільне працевлаштоване населення становило 818 осіб. Основні галузі зайнятості: сільське господарство, лісництво, риболовля — 16,1 %, роздрібна торгівля — 15,6 %, освіта, охорона здоров'я та соціальна допомога — 14,8 %.

## Персоналії
- Сара Мейсон (1896-1980) — американська сценаристка.